# الملك (فلم)
الملك هو فيلم درامي تاريخي، يعرض قصة ملك مصري قديم يُجسد حقبة مهمة من تاريخ مصر القديمة. الفيلم من إخراج وسيناريو جيمس مارش، وتم إصداره في سنة 2005 بمشاركة العديد من الممثلين البارزين.

## القصة
تقع أحداث الفيلم في تكساس. وقصة الفيلم الرئيسية حول زنا المحارم. 
تدور أحداث الفيلم حول شخصية آن بيمبلت، الذي قام بتمثيلها الممثل شون كونري، الذي يحاول توحيد مصر وإرساء الاستقرار في مملكته. يتناول الفيلم الصراعات الداخلية والخارجية التي واجهها خلال فترة حكمه، وأهمية (أحداث معينة مثل المعارك أو الإصلاحات) التي غيرت مجرى تاريخ مصر القديمة.

## طاقم التمثيل
- ويليام هورت
- غايل غارسيا برنال
- لورا هارينج
- بول دانو
- بيل جيمس

## الاستقبال
حصل الفيلم على 57٪ من أصل 79 تقييماً إيجابياً موقع روتن توميتوز، بمتوسط تقييم 6.0/10. يقول إجماع الموقع: "هذا الفيلم المزعج حول عودة البطل للمطالبة بشيء يستحقه وفُقِد في الماضي، يحكي ويثير مأساة كلاسيكية، ولكنه في النهاية ثقيل للغاية." وفقاً لـ29 من النقاد،  حصل الفيلم على تقييم 58/100 مما يشير إلى تقييم عادي متوسط إلى مختلط بين الجيد والسيء.

## وصلات خارجية
- مقالات تستعمل روابط فنية بلا صلة مع ويكي بيانات